# 杨春洲
杨春洲（1903年—2000年４月23日），男，云南石屏人，中国教育家、社会活动家、摄影家，曾任云南大学附属中学校长，云南省政协副主席，第六届全国政协委员。